# Key of Life
«Key of Life» es el sencillo de la serie musical de Nickelodeon, Kally's Mashup. Fue lanzado el 19 de septiembre de 2017 por las discográficas Deep Well Records y Sony Music Latin. Fue incluida en la banda sonora de la serie, Kally's Mashup: La Música (2018). La canción está compuesta por Adam Anders y Peer Åström, y producida por Anders.[cita requerida]

## Lista de canciones
- Descarga digital[2]

1. «Key of Life» (Kally's Mashup Theme)
2. «No Voy a Cambiar» (Kally's Mashup Theme: Key of Life)

## Video musical
El video musical de la canción se estrenó por primera vez el 19 de septiembre de 2017 en Nickelodeon (Latinoamérica), después de emitir un especial donde se presentó al elenco de la serie, la música y las coreografías.[cita requerida]
El 9 de enero de 2018 fue publicado en la cuenta oficial de la serie en las plataformas de YouTube y Vevo. Actualmente cuenta con más de 4 millones de reproducciones.

## Presentaciones en vivo
Reficco presentó por primera vez la canción el 19 de octubre de 2017 en los Kid's Choice Awards Argentina.